# جبل كولدن
جبل كولدن (بالإنجليزية: Mount Colden)‏ هي القمة رقم إحدى عشر من بين أعلى القمم في جبال آديرونداك، نيويورك، الولايات المتحدة. سُميت القمة على اسم ديفيد إس كولدن، وهو مستثمر في شركة ماكنتاير لأعمال الحديد، في عام 1836. تمت إعادة تسميتها لفترة وجيزة باسم «جبل ماكمارتن» في العام التالي، ولكن الاسم الأقدم استمر. يشتهر الجبل بمصائده المميزة فخ السد، وهو شق كبير يمتد في وسط الجبل، والذي يمكن رؤيته بوضوح من بحيرة الإنهيار الثلجي.